# Volta a Cataluña 1972
La Volta a Cataluña 1972 fue la 52.ª edición de la Volta a Cataluña. Se disputó en 5 etapas del 12 al 17 de septiembre de 1972 con un total de 927 km. El vencedor final fue el italiano Felice Gimondi del equipo Salvarani por delante de José Antonio González Linares del Kas, y de Antonio Martos del Werner.
La segunda y quinta etapas estaban divididas en dos sectores. Había dos contrarrelojes, una por equipos en el prólogo de Tremp y otra individual en el segundo sector de la quinta etapa en Badalona.
Hubo bonificaciones de 20, 10 i 4 segundos a los tres primeros de cada etapa, de 10, 6 y 3 segundos a los primeros en los altos de primera, segunda y tercera categoría respectivamente, y de 3, 2 y 1 segundos en los primeros de cada meta volante.

## Etapas
| Etapa   | Fecha            | Ciudades de etapa         | km    | Vencedor de la etapa          | Líder de la general           |
| ------- | ---------------- | ------------------------- | ----- | ----------------------------- | ----------------------------- |
| Prólogo | 12 de septiembre | Circuito por Tremp (CRE)  | 6,7   | Kas                           | José Antonio González Linares |
| 1.ª     | 13 de septiembre | Tremp – Tarragona         | 211,6 | Domingo Perurena              | Domingo Perurena              |
| 2.ª A   | 14 de septiembre | Tarragona – Granollers    | 137,8 | Domingo Perurena              | Domingo Perurena              |
| 2.ª B   | 14 de septiembre | Granollers – s'Agaró      | 105,3 | José Antonio González Linares | José Antonio González Linares |
| 3.ª     | 15 de septiembre | Olot – Seo de Urgel       | 141,0 | Domingo Perurena              | José Antonio González Linares |
| 4.ª     | 16 de septiembre | Seo de Urgel - Manresa    | 202,9 | Juan Manuel Santisteban       | José Antonio González Linares |
| 5.ª A   | 17 de septiembre | Manresa - Barcelona       | 93,8  | Santiago Lazcano              | Santiago Lazcano              |
| 5.ª B   | 17 de septiembre | Badalona – Badalona (CRI) | 28,4  | Felice Gimondi                | Felice Gimondi                |

### Prólogo[1]
12-09-1972: Circuit per Tremp, 6,7 km. (CRE):
|   | Pos.   | Equipo | País   | Tiempo |
| - | ------ | ------ | ------ | ------ |
| 1 | Kas    | España | 8' 20" |        |
| 2 | Werner | España | + 15"  |        |
| 3 | Karpy  | España | + 17"  |        |

|   | Ciclista                      | Equipo | Tiempo |
| - | ----------------------------- | ------ | ------ |
| 1 | José Antonio González Linares | Kas    | -10"   |
| 2 | Santiago Lazcano              | Kas    | m. t.  |
| 3 | José Manuel Fuente            | Kas    | m. t.  |

### 1.ª etapa[2]
13-09-1972: Tremp – Tarragona, 211,6:
|   | Ciclista         | Equipo               | Tiempo     |
| - | ---------------- | -------------------- | ---------- |
| 1 | Domingo Perurena | Kas                  | 6h 19' 17" |
| 2 | Andrés Oliva     | La Casera            | m. t.      |
| 3 | Herman Beysens   | Van Cauter-Magniflex | m. t.      |

|   | Ciclista         | Equipo | Tiempo     |
| - | ---------------- | ------ | ---------- |
| 1 | Domingo Perurena | Kas    | 6h 18' 57" |
| 2 | Santiago Lazcano | Kas    | m. t.      |
| 3 | Pascual Fandos   | Karpy  | + 08"      |

### 2.ª etapa A[3]
14-09-1972: Tarragona – Granollers, 137,8 km.: